# 12-Stunden-Rennen von Pescara 1953

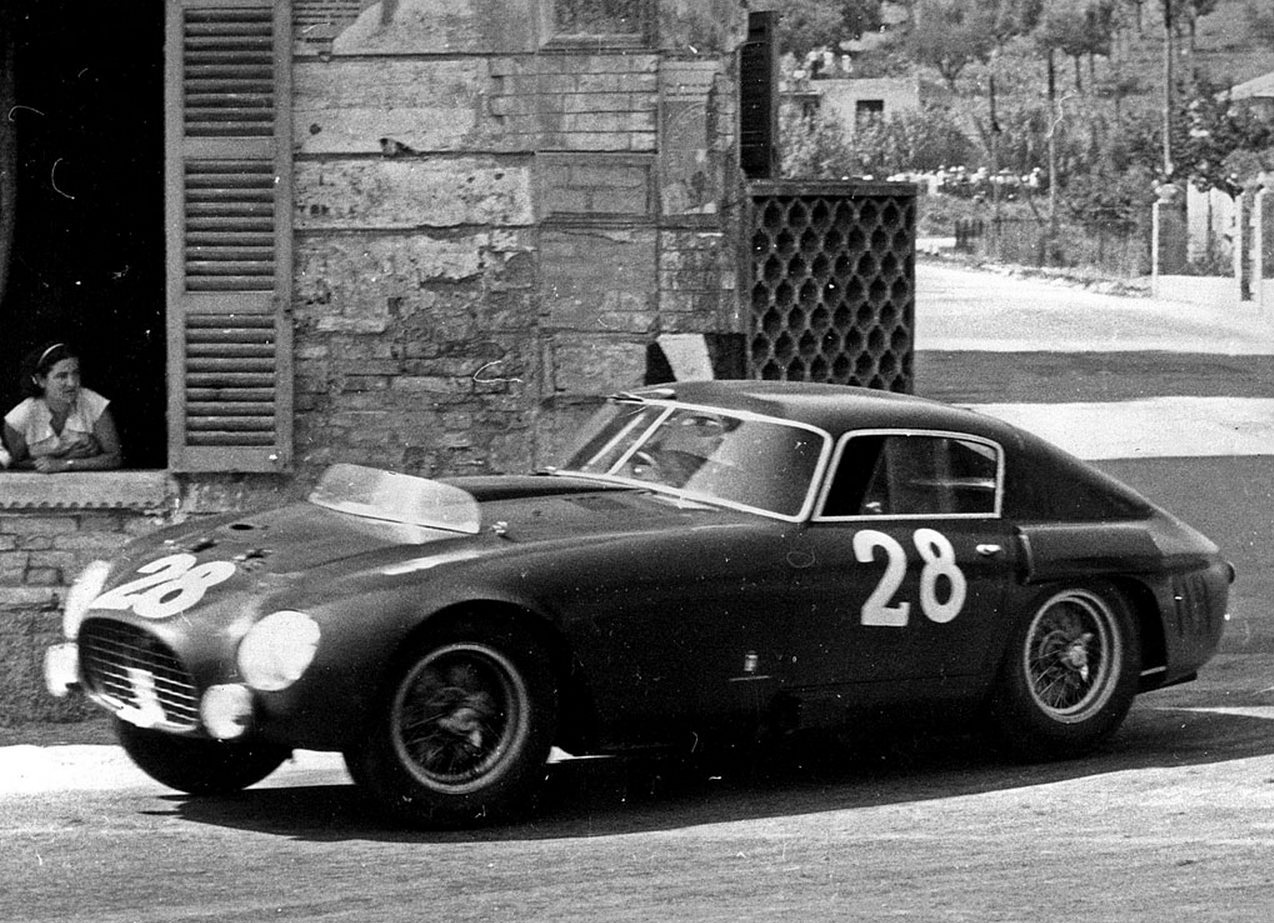
Ferrari 375 MM Coupé mit der Startnummer 28; Siegerwagen von Mike Hawthorn und Umberto Maglioli

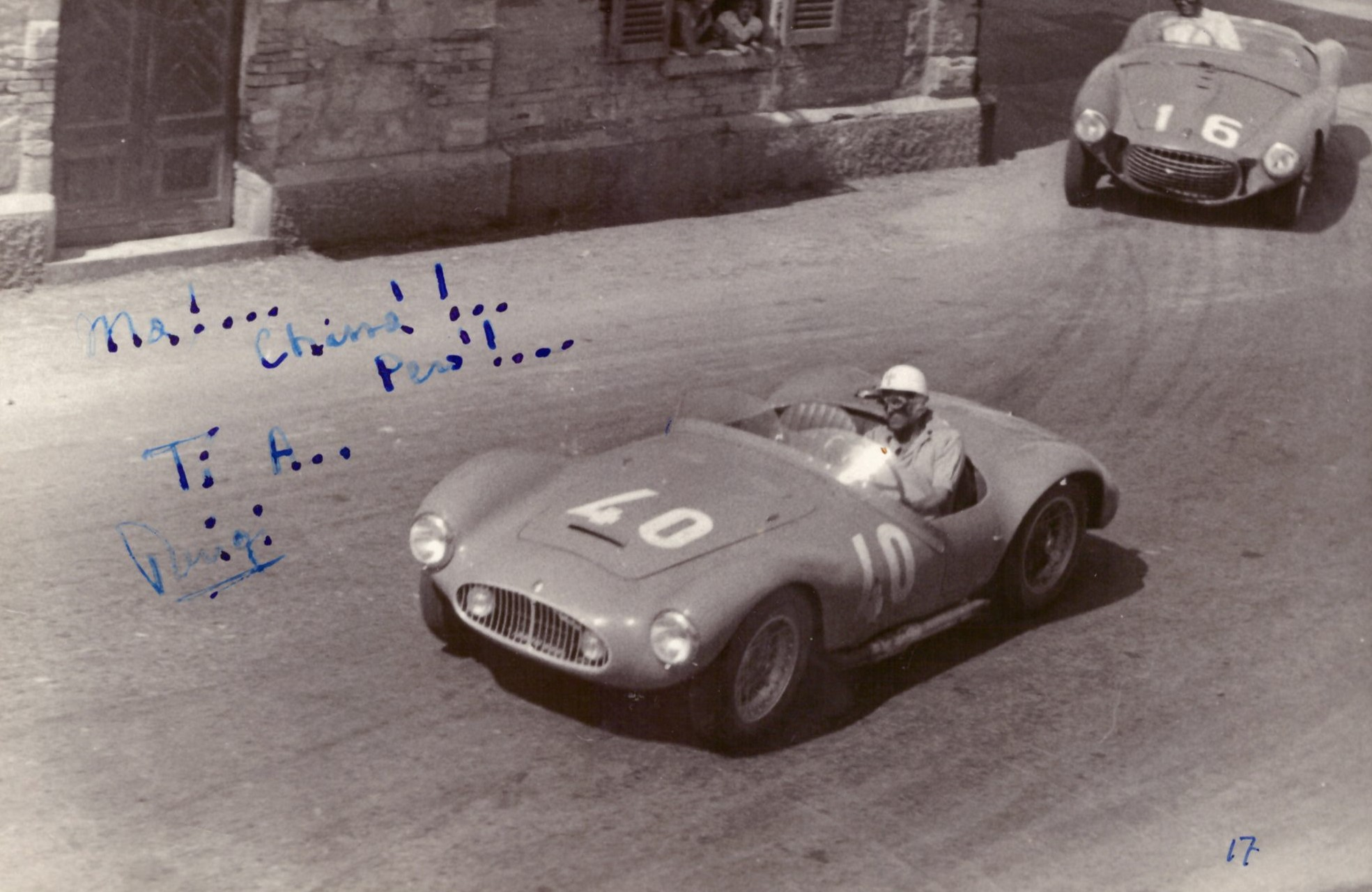
Luigi Musso im Maserati A6GCS vor Carlo Mancini im Ferrari 212 Export

Das 12-Stunden-Rennen von Pescara 1953, auch 12 Ore di Pescara, war ein Sportwagenrennen, das am 15. August dieses Jahres am Circuito di Pescara ausgefahren wurde. Das Rennen zählte zu keiner Rennserie.

## Das Rennen
Das 12-Stunden-Rennen von Pescara beruhte auf einer Rennveranstaltung, die 1924 zum ersten Mal ausgefahren wurde – die Coppa Acerbo. Die Veranstaltung wurde nach Tito Acerbo benannt, dem Bruder des faschistischen Politikers Giacomo Acerbo. Nach der Niederlage im Zweiten Weltkrieg und dem daraus resultierenden Niedergang des Faschismus wurde das Rennen in Circuito di Pescara, später in Großer Preis von Pescara umbenannt.
Das erste Rennen fand am 13. Juli 1924 als Formelfreies Rennen statt. Der damals noch weitgehend unbekannte Enzo Ferrari konnte im Alfa Romeo RL das Rennen für sich entscheiden. 1952 und 1953 wurde das Rennen für Sportwagen über eine Distanz von 12-Stunden-Fahrzeit ausgeschrieben.
1952 gab es einen Dreifachsieg für Ferrari. Giovanni Bracco und Paolo Marzotto (Ferrari 250S) siegten vor ihren Markenkollegen Clemente Biondetti/Franco Cortese sowie Luigi Piotti/Vittorugo Mallucci (beide Teams auf Ferrari 225S). Die Ferrari-Wagen waren 1952 privat gemeldet, ein Umstand der sich 1953 änderte. Die Scuderia beteiligte sich werkseitig am Renne und feierte mit Mike Hawthorn und Umberto Maglioli am Steuer eines Ferrari 375MM einen überlegenen Gesamtsieg.

## Ergebnisse

### Schlussklassement
| 1           | S + 2.0 | 28 | Scuderia Ferrari          | Mike Hawthorn Umberto Maglioli             | Ferrari 375 MM Coupé | 60 |
| 2           | S 2.0   |    | Officine Alfieri Maserati | Guido Mancini Silvio Dal Cin               | Maserati A6GCS       | 54 |
| 3           | S 2.0   | 60 | Enrico Sterzi             | Enrico Sterzi Franco Cortese               | Ferrari 166MM/53     | 53 |
| 4           | S 1.1   | 66 | Maria Teresa de Filippis  | Maria Teresa de Filippis Giuseppe Sgorbati | Osca MT4 1100        | 53 |
| 5           | GT      |    |                           | Vittorio Colocci Gioacchino Vari           | Lancia Aurelia B20   | 51 |
| 6           | GT      |    |                           | Alessandro Zafferri Mario dalla Favera     | Alfa Romeo 1900TI    | 51 |
| 7           | S + 2.0 |    | Mario Piazza              | Bianca-Maria Piazza Mario Piazza           | Ferrari 250MM        | 49 |
| 8           | S + 2.0 |    |                           | Pietro Laureati Sandro Sebasti             | Alfa Romeo 1900TI    | 49 |
| 9           | S + 2.0 |    |                           | Piero Soldaini Balducci                    | Alfa Romeo 1900TI    | 47 |
| 10          | S 1.1   |    |                           | Aldo Terigi Luciano Pagliai                | Ermini               | 47 |
| 11          | GT      |    |                           | Guido Perrella Giuseppe Ruggero            | Lancia Aurelia       | 46 |
| 12          | S 1.1   |    |                           | A. Carancini Fernando Testa                | Fiat                 | 45 |
| 13          | S 1.1   |    |                           | Fileno D’Angelo Mario D’Angelo             | Stanguellini S1100   | 43 |
| 14          |         |    | XXX                       | XXX                                        |                      |    |
| 15          |         |    | XXX                       | XXX                                        |                      |    |
| 16          |         |    | XXX                       | XXX                                        |                      |    |
| 17          |         |    | XXX                       | XXX                                        |                      |    |
| 18          |         |    | XXX                       | XXX                                        |                      |    |
| 19          |         |    | XXX                       | XXX                                        |                      |    |
| 20          |         |    | XXX                       | XXX                                        |                      |    |
| 21          |         |    | XXX                       | XXX                                        |                      |    |
| 22          |         |    | XXX                       | XXX                                        |                      |    |
| 23          |         |    | XXX                       | XXX                                        |                      |    |
| 24          | S 1.1   |    | Giovan Battista Testa     | Mario Giorgetti Saverio Fortuna            | Stanguellini S1100   |    |
| 25          | S + 2.0 |    | Tom Meyer                 | Tom Meyer Tony Gaze                        | Aston Martin DB3     |    |
| Ausgefallen |         |    |                           |                                            |                      |    |
| 26          | S + 2.0 | 4  | Peter Whitehead           | Peter Whitehead Duncan Hamilton            | Jaguar XK120C        |    |
| 27          | S + 2.0 | 6  | Scuderia Ferrari          | Luigi Villoresi Paolo Marzotto             | Ferrari 375MM        |    |
| 28          | S + 2.0 | 26 | Casimiro D' Oliveira      | Casimiro D' Oliveira Bolognini             | Ferrari 250MM        |    |
| 29          | S + 2.0 | 32 | Bruno Sterzi              | Franco Cornacchia Antonio Stagnoli         | Ferrari 250MM        |    |
| 30          | S + 2.0 |    | Luigi Chinetti            | Giovanni Bracco Roberto Bonomi             | Ferrari 340 Mexico   |    |
| 31          | S 1.1   |    |                           | Sergio Sighinolfi Cerrato                  | Ermini               |    |
| 32          | GT      |    |                           | Piero Carini A. Graziano                   | Alfa Romeo           |    |
| 33          | GT      |    |                           | Piero Bernabei Inico Bernabei              | Alfa Romeo           |    |
| 34          | GT      |    |                           | Massimo Leto di Priolo Luigi Bosisio       | Fiat 8V              |    |
| 35          | GT      |    |                           | Giorgio Scarlatti Noceti                   | Alfa Romeo           |    |
| 36          | GT      |    |                           | Adriano Ferranti Giancarlo Bornigia        | Lancia Aurelia       |    |
| 37          | GT      |    |                           | Michele Salviati Gay Testa                 | Ferrari              |    |
| 38          | GT      |    |                           | Franco Bertani Paolo Milanese              | Alfa Romeo           |    |
| 39          | S 2.0   |    |                           | Ovidio Capelli O. Mosters                  | Fiat 8V              |    |
| 40          | GT      |    |                           | Germano Nataloni Franco Ribaldi            | Lancia Aurelia       |    |
| 41          | S + 2.0 |    |                           | Luigi Piotti Clemente Biondetti            | Ferrari              |    |
| 42          | S 2.0   |    |                           | Pietro Barbetti Antonio Forini             | Siata 208CS Balbo    |    |
| 43          | S 2.0   |    |                           | Salvatore Casella Mario Ricci              | Gordini              |    |
| 44          | S 2.0   |    |                           | Yvonne Simon Giarelli                      | Ferrari              |    |
| 45          | S 2.0   |    |                           | Edoardo Lualdi Enzo Pinzero                | Ferrari              |    |
| 46          | S 2.0   |    | Officine Alfieri Maserati | Luigi Musso Guerino Bertocchi              | Maserati A6GCS       |    |
| 47          | S + 2.0 | 16 |                           | Carlo Mancini Sergio Ferraguti             | Ferrari 212 Export   |    |
| 48          | S + 2.0 |    |                           | Guido Mancini Fabrizio Serena di Lapigio   | Ferrari              |    |
| 49          | GT      |    |                           | Mario Sannino Giuseppe Ruggero             | Alfa Romeo           |    |
| 50          | S + 2.0 | 24 | Franco Bordoni-Bisleri    | Franco Bordoni-Bisleri Bruno Venezian      | Gordini T15S 2.3     |    |

### Nur in der Meldeliste
Zu diesem Rennen sind keine weiteren Meldungen bekannt.

### Klassensieger
| Klasse  | Fahrer                   | Fahrer            | Fahrzeug            | Platzierung im Gesamtklassement |
| ------- | ------------------------ | ----------------- | ------------------- | ------------------------------- |
| S + 2.0 | Mike Hawthorn            | Umberto Maglioli  | Ferrari 375MM Coupé | Gesamtsieg                      |
| S 2.0   | Guido Mancini            | S. Dal Cin        | Maserati A6GCS      | Rang 2                          |
| S 1.1   | Maria Teresa de Filippis | Giuseppe Sgorbati | Osca MT4 1100       | Rang 4                          |
| GT      | Vittorio Colocci         | Gioacchino Vari   | Lancia Aurelia B20  | Rang 5                          |

### Renndaten
- Gemeldet: 50
- Gestartet: 50
- Gewertet: 25
- Rennklassen: 4
- Zuschauer: unbekannt
- Wetter am Renntag: unbekannt
- Streckenlänge: 25,838 km
- Fahrzeit des Siegerteams: 12:00:00,000 Stunden
- Gesamtrunden des Siegerteams: 60
- Gesamtdistanz des Siegerteams: 1542,614 km
- Siegerschnitt: 128,551 km/h
- Pole Position: unbekannt
- Schnellste Rennrunde: Umberto Maglioli – Ferrari 375MM Coupé (#28) – 10:35.800 – 144,385  km/h
- Rennserie: zählte zu keiner Rennserie